# Castellane (quận)
Quận Castellane là một quận của Pháp, nằm ở tỉnh Alpes-de-Haute-Provence, ở vùng Provence-Alpes-Côte d'Azur. Quận này có 5 tổng và 32 xã.

## Các đơn vị hành chính

### Các tổng
Các tổng của quận Castellane là: 
1. Allos-Colmars
2. Annot
3. Castellane
4. Entrevaux
5. Saint-André-les-Alpes

### Các xã
Các xã của quận Castellane, và mã INSEE là: 
| 1. Allons (04005)                 | 2. Allos (04006)             | 3. Angles (04007)                  | 4. Annot (04008)                 |
| 5. Beauvezer (04025)              | 6. Braux (04032)             | 7. Castellane (04039)              | 8. Castellet-lès-Sausses (04042) |
| 9. Colmars (04061)                | 10. Demandolx (04069)        | 11. Entrevaux (04076)              | 12. La Garde (04092)             |
| 13. La Mure-Argens (04136)        | 14. La Rochette (04170)      | 15. Lambruisse (04099)             | 16. Le Fugeret (04090)           |
| 17. Moriez (04133)                | 18. Méailles (04115)         | 19. Peyroules (04148)              | 20. Rougon (04171)               |
| 21. Saint-André-les-Alpes (04173) | 22. Saint-Benoît (04174)     | 23. Saint-Julien-du-Verdon (04183) | 24. Saint-Pierre (04194)         |
| 25. Sausses (04202)               | 26. Soleilhas (04210)        | 27. Thorame-Basse (04218)          | 28. Thorame-Haute (04219)        |
| 29. Ubraye (04224)                | 30. Val-de-Chalvagne (04043) | 31. Vergons (04236)                | 32. Villars-Colmars (04240)      |